# Río Bakoye
El río Bakoye, a veces escrito Bakoy o Bakhoy (también río Semefé), es un río del África occidental, una de las cabeceras del río Senegal que discurre por Guinea y Malí. La confluencia del Bakoye con el río Bafing da lugar al río Senegal.
Su longitud es de unos 400 km y su cuenca drena unos 85 000 km². El sistema del Bakoye–Baoulé, su principal afluente, supera los 600 km, debiendo de considerarse en puridad el ramal del Baule como la fuente. El río no es navegable y es el único que nace en la región guineana de Siguiri que no desemboca en el río Níger.

## Geografía
El río Bakoye nace en las montañas de Futa Yallon, en Guinea, y tras dirigirse primero al sur enseguida da una amplia vuelta y se encamina hacia el noreste, atravesando las colinas Mandingo, en dirección a la frontera de Malí. Durante un corto tramo el río sirve como frontera internacional, entre Guinea, al este, y Mali, al oeste, en un tramo en el que recibe por la derecha a uno de sus principales afluentes, el río Kokoro. Luego el río se adentra en Malí, siguiendo dirección norte-noroeste y fluyendo sobre tierras más bajas. Pasa por la localidad de Toukoto (4271 hab. en 1998) y tras bordear por el oeste la Reserva Badinko, recibe luego, por la margen derecha, su principal afluente, el río Baule. A continuación, gira hacia el oeste y sigue por las cataratas Billy. Luego recibe, llegando desde el norte, a los ríos Darouma y Kouaga: llega al poco a Badoumbé, Morla, Oulalia (con 13206 hab. en 1998 y donde hay una estación hidrométrica), Kalé y llega a la pequeña ciudad de Bafoulabe (24 870 hab. en 2008), donde se une al río Bafing, que le aborda por la izquierda, dando lugar al nacimiento del río Senegal. El Bakoye también es conocido como el río Blanco, frente al Bafing, conocido como el río Negro.
En Boureé, en Guinea, la producción de oro fue una vez importante.

## Régimen hidrológico
El caudal del río ha sido observado durante 39 años (1952-1990) en Oualia, una pequeña localidad situada a unos ochenta kilómetros de su confluencia con el río Bafing en Bafoulabé.
En Oualia, el caudal anual medio o módulo observado durante ese período fue de 141 m³/s, siendo la cuenca drenada de aproximadamente 84.400 km², casi toda la cuenca del río.
La lámina de agua que fluye en la cuenca vertiente alcanza los 53 mm por año, lo que puede considerarse satisfactorio en el contexto del clima interior seco imperante en la mayor parte de la cuenca.
El régimen del río es muy irregular y depende totalmente de las precipitaciones del monzón. El Bakoye puede considerarse un río moderadamente abundante, pero desigual en extremo. Conoce largos periodos de sequía, que incluso le dejan completamente seco. La media mensual de descarga observada en mayo (bajo caudal mínimo) es inferior a 0,2 m³/s (sólo 200 litros) o más de 3000 veces menor que el caudal medio en septiembre, reflejando su muy irregular de temporada. En el período de observación de 39 años, el flujo mínimo mensual fue de 0 m³/s (totalmente seco), mientras que el caudal mensual máxima fue de 1382 m³/s.
Caudal medio mensual medido en la estación hidrológica de Dagana
(en m³/s, para una cuenca vertiente de 84 400 km². Datos calculados para el período 1952-90) 